# Ветчачива, Апхисит
Апхисит Ветчачива (тайск.  อภิสิทธิ์ เวชชาชีวะ, [apʰisit wetɕʰatɕʰiwa]; род. 3 августа 1964, Ньюкасл) — таиландский государственный и политический деятель, бывший премьер-министр Таиланда (с 15 декабря 2008 по 5 августа 2011 года).

## Биография
Родился в семье тайцев китайского происхождения. Лидер Демократической партии Таиланда с февраля 2005 года. Палата представителей 15 декабря 2008 года утвердила его в должности премьер-министра Таиланда. Покинул пост премьер-министра и лидера партии после проигрыша на парламентских выборов в 2011 году соперникам в лице партии Пхыа Тхаи под руководством Йинглак Чинават.
Вновь покинул пост председателя Демократической партии 24 марта 2019 года в связи с плохими результатами, полученными на парламентских выборах.

## Семья
- Сестра — писатель и переводчик Нгампхан Ветчачива.